# Kosaciec żółty
Kosaciec żółty, irys (Iris pseudacorus L.) – gatunek byliny należący do rodziny kosaćcowatych (Iridaceae).

## Zasięg występowania
Gatunek eurosyberyjski, występujący na obszarach o klimacie oceanicznym. Rośnie dziko w północno-zachodniej Afryce (Madera, Wyspy Kanaryjskie, Algieria, Maroko), całej Europie i na obszarach o umiarkowanym klimacie w Azji Zachodniej i Kaukazie, po Syberię Zachodnią. Jako efemerofit pojawia się także w Australii, Nowej Zelandii, USA i Kanadzie oraz południowej części Ameryki Południowej (Argentyna, Chile, Urugwaj). Jest uprawiany w wielu krajach świata. W Polsce na niżu jest pospolity.

## Morfologia

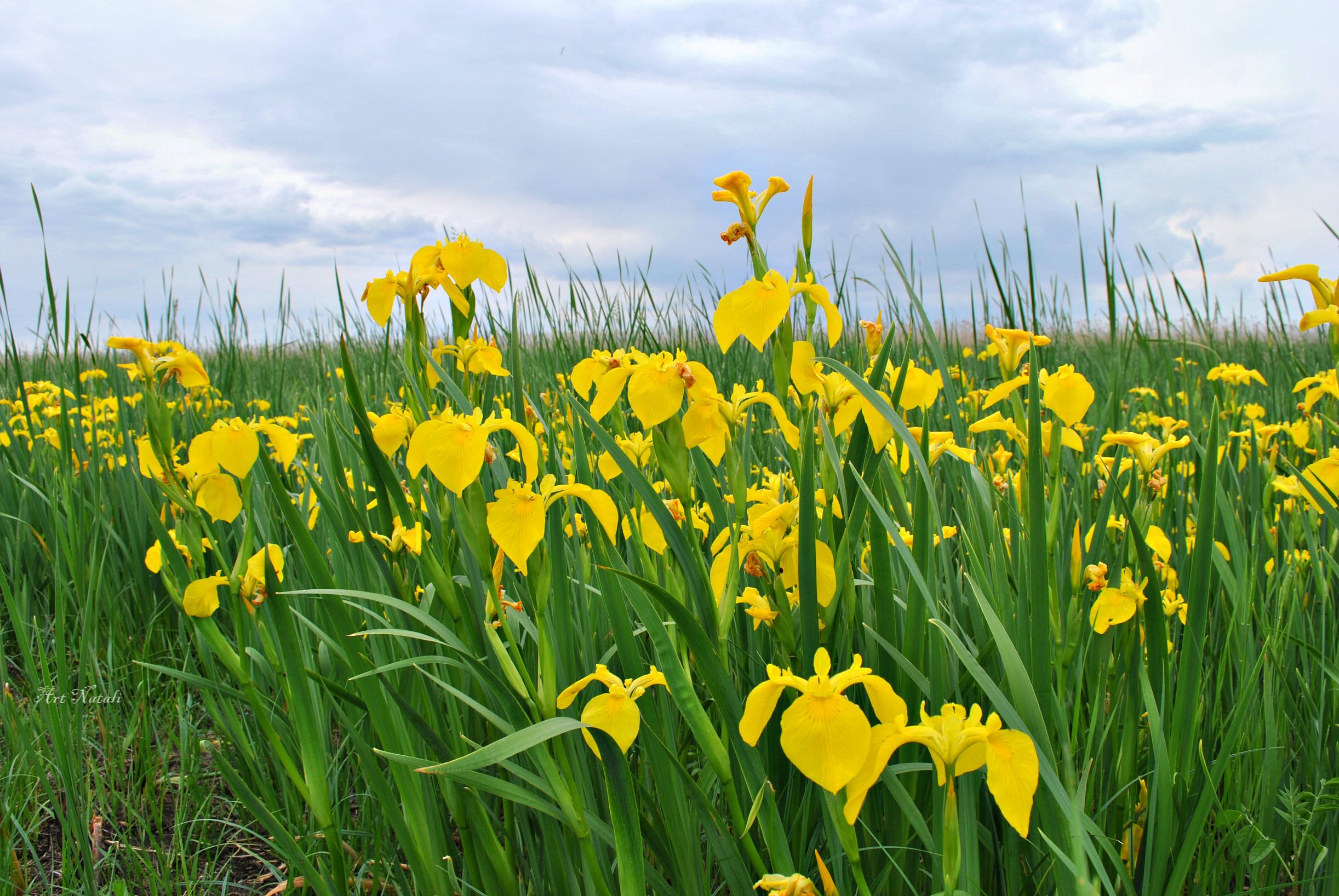
Pokrój

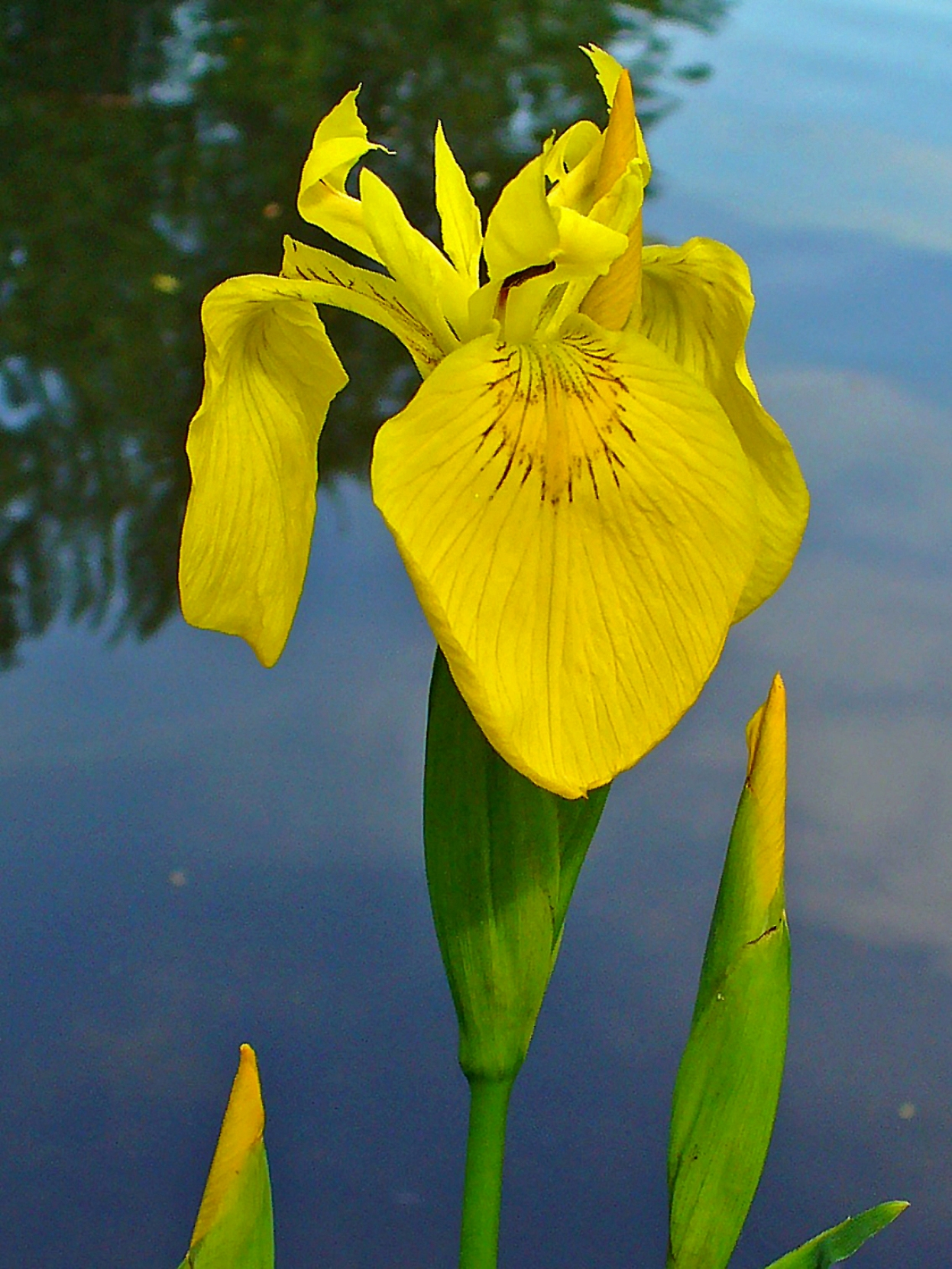
Kwiat

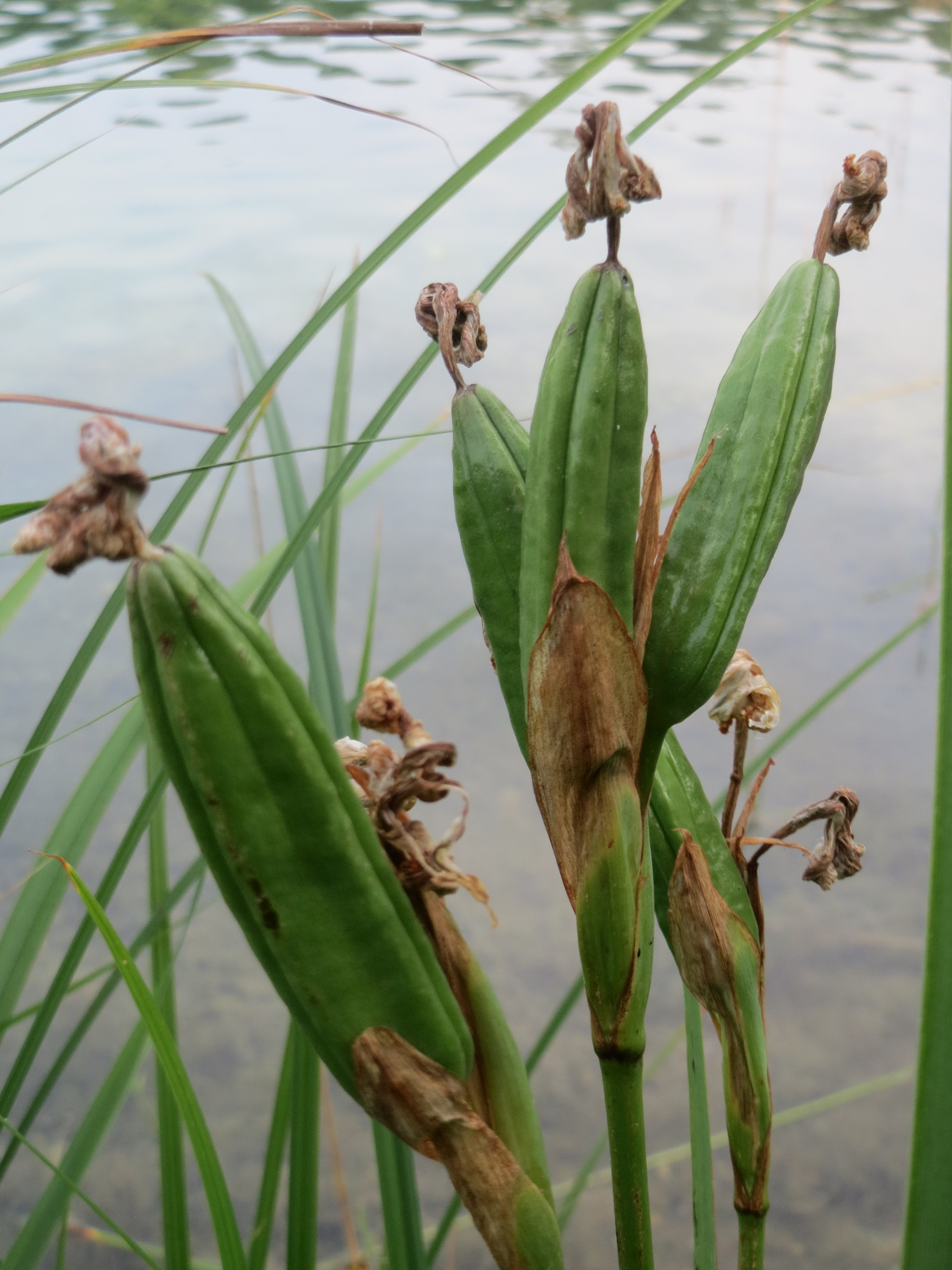
Owoce

ŁodygaWyprostowana, prosto wzniesiona, zazwyczaj rozgałęziona, o wysokości do 1 m. Na przekroju poprzecznym obła lub spłaszczona. Pod ziemią występuje grube, mocne kłącze.
LiścieŻywozielone, pochwiasto obejmujące łodygę. Dolne są równowąskomieczowate, górne równowąskolancetowate. Mają szerokość 1–3 cm, a długość do 1 m.
KwiatyJaskrawożółte, wyrastające na długich szypułkach po 1-5 z kątów podobnych do liści przysadek. Okwiat 6-działkowy, zrośnięty w rurkę. Trzy działki okółka wewnętrznego są równowąskolancetowate, wyprostowane i krótsze od znamion słupka. Działki okółka zewnętrznego są jajowate, duże, odgięte w dół i ciemnożółte z fioletową nerwacją. Wewnątrz okwiatu jest słupek z dolną, trzykomorową zalążnią, szyjką rozdzielającą się na 3 płatowate znamienia oraz 3 pręciki.
OwocTrzykomorowa, tępo trójgraniasta, podłużna torebka. Nasiona wielkości 7–8 mm, obustronnie spłaszczone.

## Biologia i ekologia
Higrofit rosnący na glebach torfowych z wodą stojącą lub wolno płynącą, najczęściej nad martwymi odnogami rzek, stawami, w zarośniętych rowach melioracyjnych, w szuwarach. Kwitnie od maja do lipca. Kwiaty przedprątne, zapylane przez błonkoskrzydłe. Gatunek charakterystyczny związku Magnocaricion oraz zespołu szuwaru kosaćcowego Iridetum pseudacori, a także wyróżniający dla zespołu Fraxino-Alnetum.
Roślina trująca (szczególnie świeża).

## Zastosowanie
- Sadzony jako gatunek ozdobny w oczkach wodnych. Oprócz typowej formy gatunku istnieją też ozdobne kultywary, np. 'Variegata' o żółtozielonych i pasiastych liściach[10].
- W starożytności kłącza irysa były używane w medycynie ludowej jako środek leczniczy[11].
- Dawniej wysuszone na słońcu i zwilżone octem kwiaty używane były jako barwnik do papieru i skór[5].

## Udział w kulturze
- Według niektórych badaczy roślin biblijnych wszędzie tam w Biblii, gdzie wymienione są „lilie” w połączeniu z wodą, prawdopodobnie chodzi o kosaćca żółtego, który na terenach biblijnych występuje pospolicie wzdłuż cieków. Np. w księdze Mądrość Syracha (50,8) jest werset: „... jak kwiat róży na wiosnę, jak lilie przy źródle”[11].
- Stylizowany kwiat kosaćca wraz z liściem był prawdopodobnie godłem Ludwika VII podczas II wyprawy krzyżowej[11].